# ブライアンズタイム
ブライアンズタイム（Brian's Time、1985年5月28日 - 2013年4月4日）はアメリカ合衆国の競走馬。主な勝ち鞍は1988年のフロリダダービー、ペガサスハンデキャップ。
日本に種牡馬として輸入されたサラブレッドであり、活躍馬を多数輩出した。

## 経歴
競走馬時代は後に種牡馬でもライバル関係となるフォーティナイナーを下した1988年3月のフロリダダービー優勝を含め21戦5勝。アメリカ三冠競走にも参戦し、ケンタッキーダービー6着、プリークネスステークス2着、ベルモントステークス3着の成績を残している。現役引退後日本に種牡馬として移り、早田牧場（2002年破産）が中心となってシンジケート「ブライアンズタイム会」が結成された。早田牧場は当初本馬ではなく、この馬のいとこで1988年の全米芝牡馬チャンピオンであるサンシャインフォーエヴァーを購入するつもりであった。しかし、競走実績の高さから当時の所有者・ダービーダンファーム側が高い価格を提示し、交渉が決裂した。そこで母が全姉妹、さらに同じ父とほぼ全兄弟も同然の血統構成を持ち、自身も重賞勝ち馬であったブライアンズタイムに白羽の矢が立てられ代替購入となった。
種牡馬入り時は折からのリアルシャダイブームだったこともあり同じ父を持つ本馬は中々の人気となった。産駒はその期待に応え、初年度から中央競馬では20世紀最後（史上5頭目）の日本のクラシック三冠馬となったナリタブライアン、優駿牝馬（オークス）優勝馬チョウカイキャロル、地方競馬でも同じく初年度産駒から、通算43勝という日本の戦後競馬のサラブレッド系最多勝利記録を樹立する事になる北関東の最強馬ブライアンズロマン、そのブライアンズロマンをとちぎダービー（宇都宮）で破ったカルラネイチャーなどを輩出し、中央・地方を問わず競馬関係者から大きな注目と期待を集める事となった。
2002年に早田牧場が経営破綻した後、ブライアンズタイムの繋養先が早田の関連牧場・CBスタッドからジェイエスの関連牧場・アロースタッドに移動。後にブライアンズタイム会の運営はジェイエスが行うこととなった。
2000年産駒以降は、クラシックで好走していなかったが、2007年の皐月賞でヴィクトリーが勝利を収め、タニノギムレット以来のクラシックホースを出した。大種牡馬のサンデーサイレンスの存在もあり、リーディングサイアーこそ取れなかったものの、多くの活躍馬を出し、1996年から11年連続でリーディング3位以内を保った。
2009年4月25日の京都競馬場1Rにおいて産駒のグランプリスマイルが勝利し、中央競馬における種牡馬勝利数がサンデーサイレンス、ノーザンテーストに次いで歴代3位となった。また、2010年3月28日に中山競馬場で開催されたマーチステークスで産駒のマコトスパルビエロが勝利し、パーソロン、ノーザンテーストに並び史上1位タイとなる18年連続での産駒の中央競馬重賞勝利を達成した。2012年11月11日にレインボーダリアがエリザベス女王杯を勝利してブライアンズタイム産駒の20年連続重賞制覇を達成した。
2013年4月4日、放牧中に転倒して右後大腿骨骨折を発症したため安楽死の処置が施された。高齢ながら健康には問題がなく、2013年も30頭ほどに種付けの予定があり、すでに10頭に種付けを行った後での急逝であった。
1990年代後半にはサンデーサイレンス、トニービンと三強種牡馬として君臨していたが、ブライアンズタイム自身は他二頭よりも10年以上存命期間が長く、高齢となっても種牡馬として供用され、長期間にわたって産駒を出し続けた。最良産駒であるナリタブライアンは種牡馬としては失敗と言える成績のまま夭逝、マヤノトップガンは多くの良駒を残すもG1には手が届かず、タニノギムレットも牝馬の東京優駿（日本ダービー）優勝馬ウオッカを輩出したものの他にG1勝ち馬はなく、二冠馬サニーブライアンも種牡馬としては失敗に終わり、直系は先細りとなりつつある事は否めない。2022年現在の現役種牡馬で最も種付け頭数が多い後継種牡馬はフリオーソであり、毎年地方重賞勝ち馬を輩出しているが、産駒によるグレード重賞勝利には至っていない。

## 産駒

### 傾向
全体的に仕上がりが早い傾向がある。中距離に適性を示すため、多数の産駒が2歳戦から春のクラシック戦線において頭角を現し、多くの活躍馬を輩出した。
レースを使いながらコンディションを整えていくタイプが多く、頑健で使い減りしにくかった。また、ダートにも強く高齢になっても活躍する産駒が多く見られた。脚部不安を抱えていたために中央競馬ではなく地方競馬からデビューして実績を残した馬の中からも、東京大賞典等を制したトーホウエンペラー（岩手）や、『栃木の怪物』の異名を持つブライアンズロマンなどを輩出している。
一方で芝では一旦ピークが過ぎると燃え尽きたように成績がガタ落ちする馬も少なからず居た。
ブライアンズタイム自身は競走馬としてはやや小柄な部類に入る馬で、良績のある産駒に大型馬は少ない。しかし、大きな腹袋で見た目には実際の体重以上の重量感のある産駒が多く、そのような特徴の産駒の方が走ると言われていた。一方で、シルクジャスティスのように馬体がさして目立たない産駒が大レースを制したり、タニノギムレットのように筋肉質の馬体ながらも距離をこなす馬など、見たところが当てにならない産駒が出ることもままあり、馬券買い泣かせ、予想家泣かせ、産駒を購入する側にとっても買い手泣かせという面を持っていた。

### 中央競馬最終産駒
2019年10月25日に、マイネルビクトリーが中央登録抹消で高知競馬に移籍となり、2019年11月3日にラブローレルが中央登録抹消になったことにより、中央競馬から産駒はいなくなった。

### 主な産駒

#### GI級競走優勝馬
- 1991年産
  - ナリタブライアン（朝日杯3歳ステークス、スプリングステークス、共同通信杯4歳ステークス、皐月賞、東京優駿、菊花賞（中央競馬クラシック三冠）、有馬記念、阪神大賞典2勝）
    - 1993年度最優秀3歳牡馬
    - 1994年度代表馬・最優秀4歳牡馬
    - 顕彰馬

  - チョウカイキャロル（優駿牝馬、中京記念）
- 1992年産
  - マヤノトップガン（菊花賞、有馬記念、宝塚記念、阪神大賞典、天皇賞（春））
    - 1995年度代表馬・最優秀4歳牡馬
- 1994年産
  - サニーブライアン（皐月賞、東京優駿）
    - 1997年度最優秀4歳牡馬

  - シルクジャスティス（京都4歳特別、京都大賞典、有馬記念）
  - マイネルマックス（函館3歳ステークス、京成杯3歳ステークス、朝日杯3歳ステークス、マイラーズカップ）
    - 1996年度最優秀3歳牡馬
- 1995年産
  - ファレノプシス（桜花賞、ローズステークス、秋華賞、エリザベス女王杯）
    - 1998年度最優秀4歳牝馬
    - 2000年度最優秀5歳以上牝馬
- 1996年産
  - トーホウエンペラー（朱鷺大賞典、東京大賞典、名古屋大賞典、マイルチャンピオンシップ南部杯）
- 1997年産
  - シルクプリマドンナ（優駿牝馬）
- 1998年産
  - ダンツフレーム（アーリントンカップ、宝塚記念、新潟大賞典）
  - タイムパラドックス（平安ステークス、アンタレスステークス、ブリーダーズゴールドカップ、白山大賞典、ジャパンカップダート、川崎記念、JBCクラシック2勝、帝王賞）
- 1999年産
  - ノーリーズン（皐月賞）
  - タニノギムレット（東京優駿、スプリングステークス、シンザン記念、アーリントンカップ）
- 2004年産
  - ヴィクトリー（皐月賞）
  - フリオーソ（全日本2歳優駿、ジャパンダートダービー、ダイオライト記念2勝、帝王賞2勝、日本テレビ盃、川崎記念、かしわ記念）
- 2007年産
  - レインボーダリア（エリザベス女王杯）

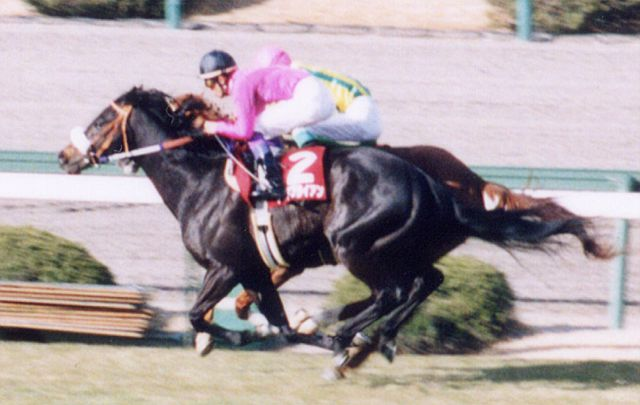
ナリタブライアン1991年産
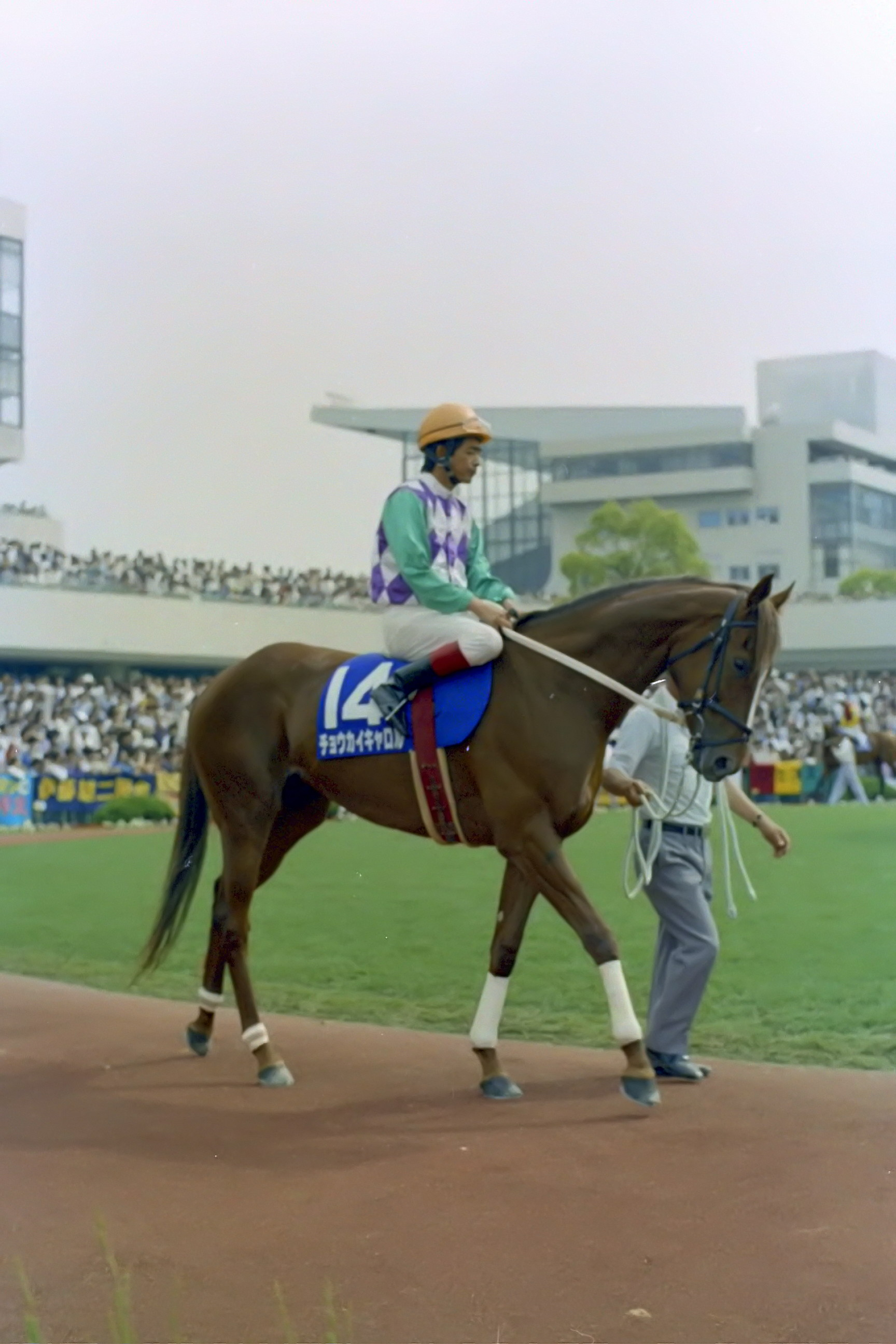
チョウカイキャロル1991年産
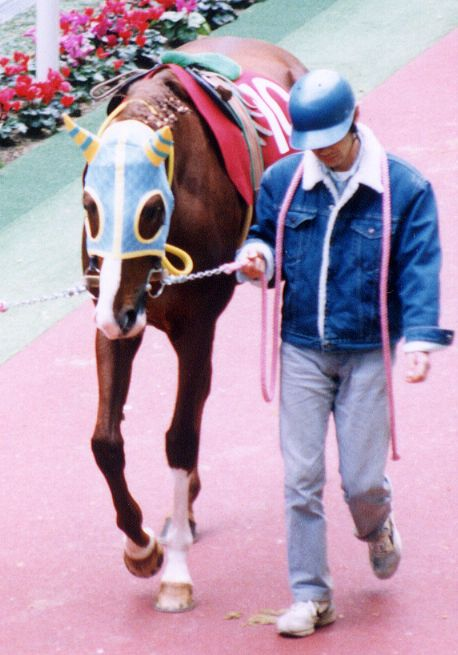
マヤノトップガン1992年産
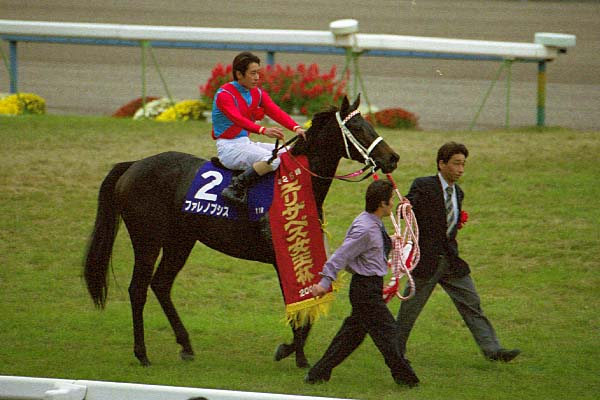
ファレノプシス1995年産
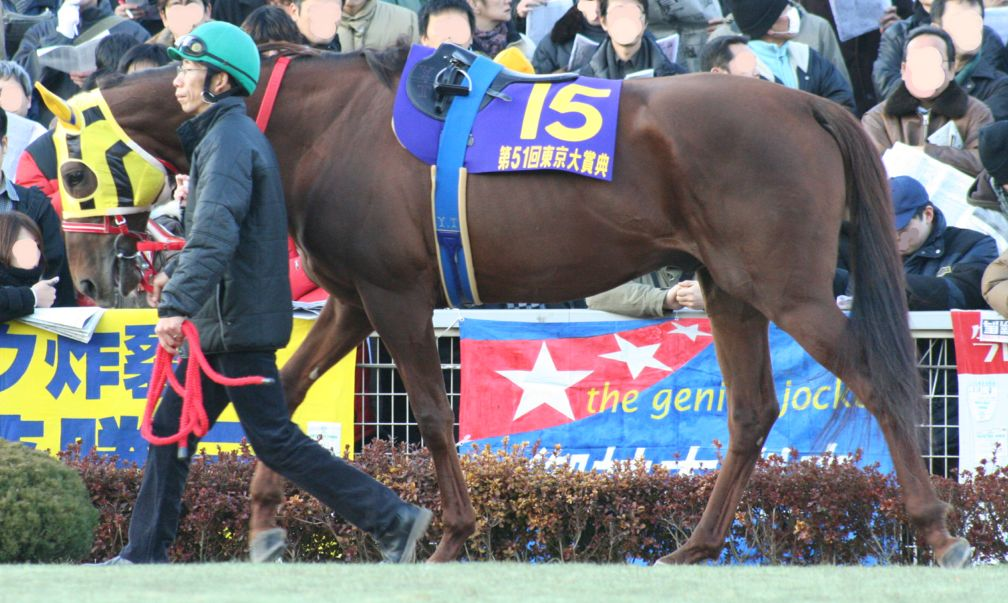
タイムパラドックス1998年産
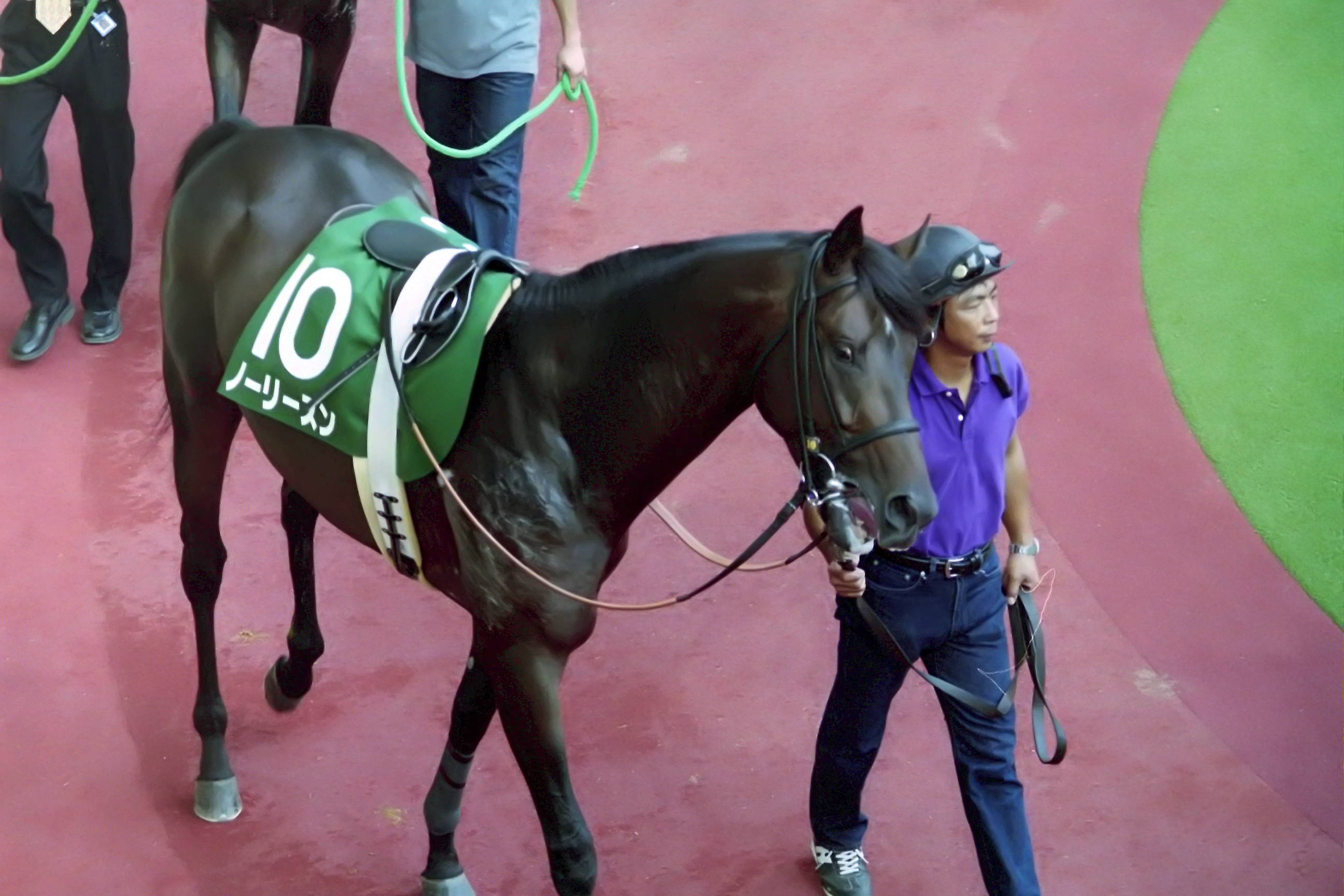
ノーリーズン1999年産
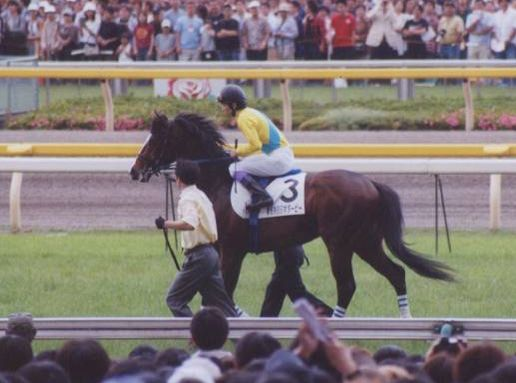
タニノギムレット1999年産
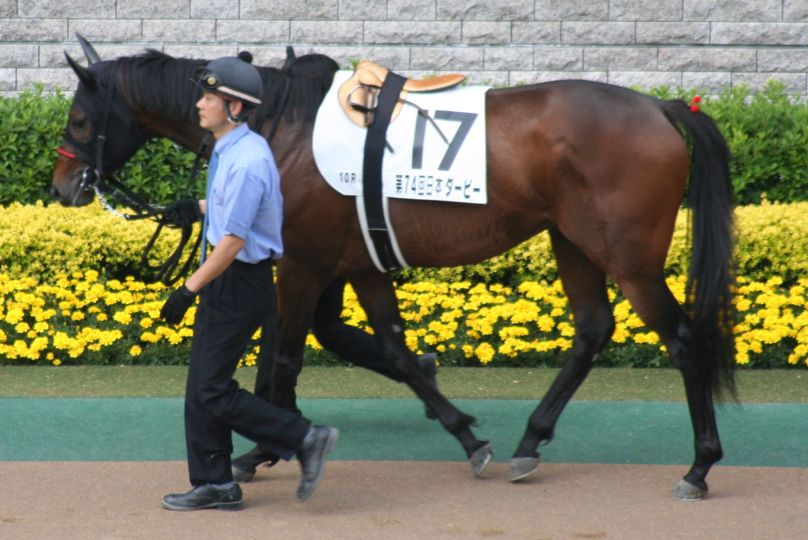
ヴィクトリー2004年産
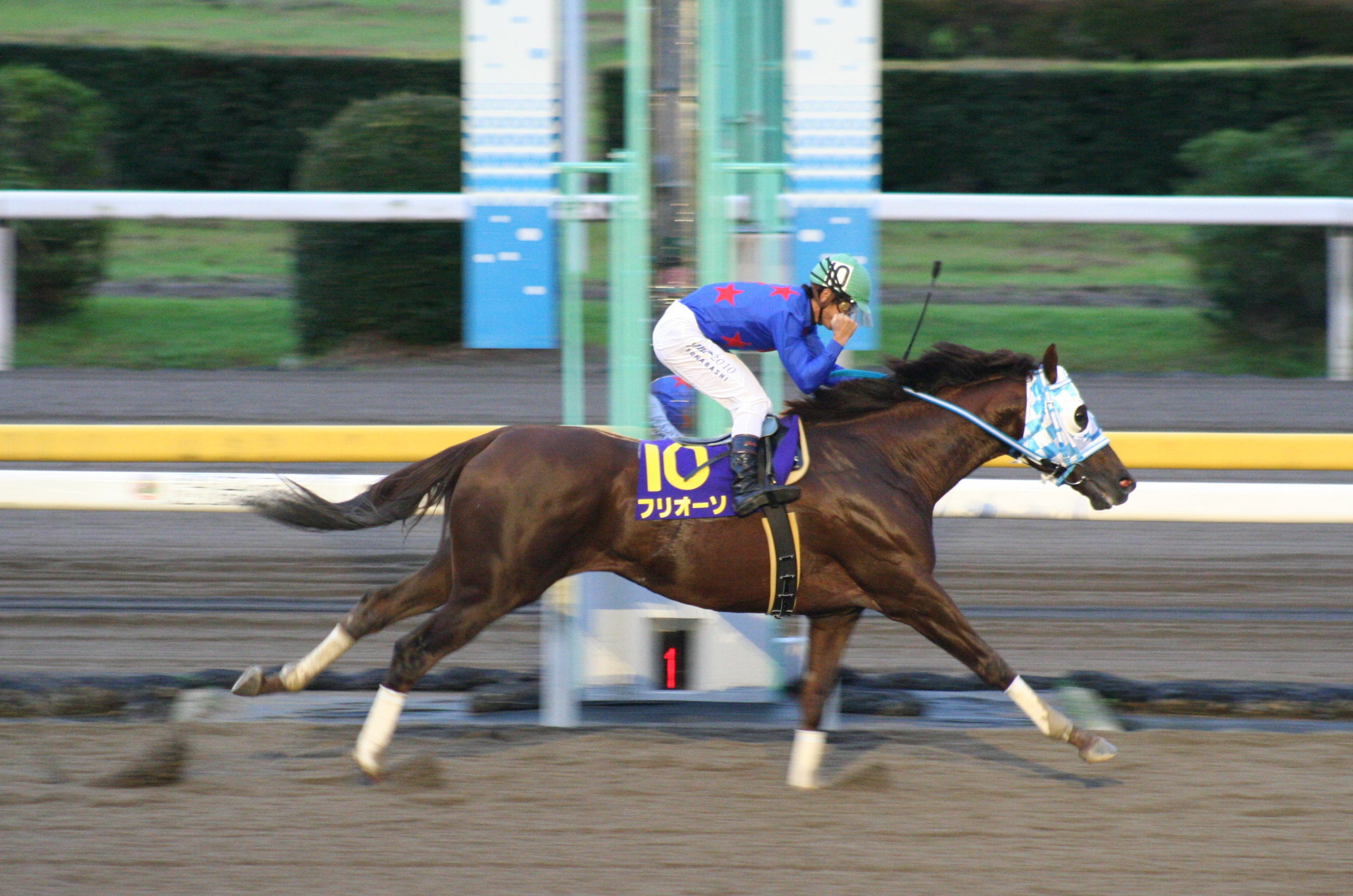
フリオーソ2004年産
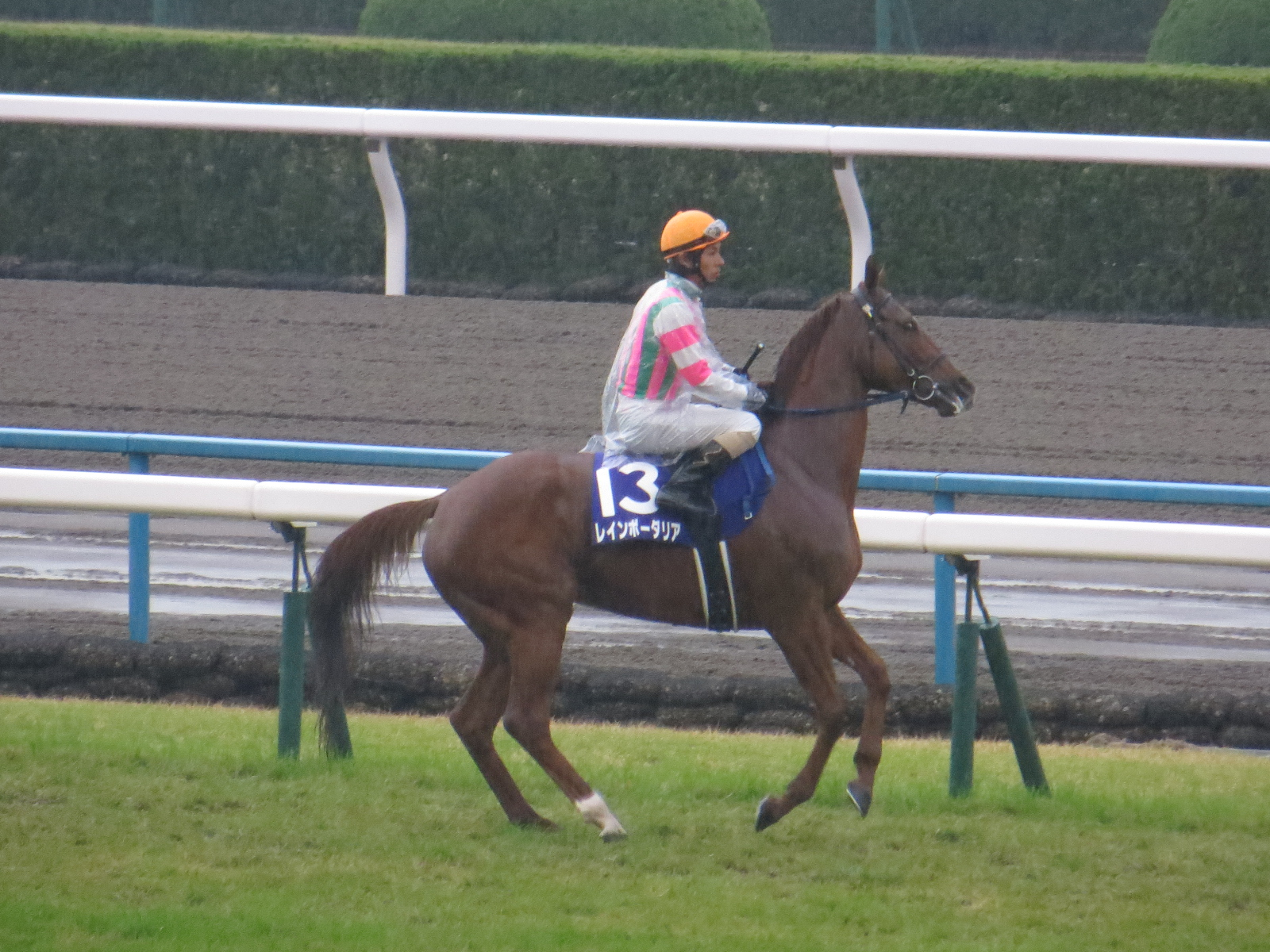
レインボーダリア2007年産

#### グレード制重賞優勝馬
- 1991年産
  - ブライアンズロマン（さくらんぼ記念）
- 1992年産
  - エムアイブラン（アンタレスステークス、平安ステークス、武蔵野ステークス〈1998年・1999年〉）
- 1994年産
  - エリモダンディー（日経新春杯、京阪杯）
  - ポートブライアンズ（福島記念）
  - セイリューオー（札幌3歳ステークス）
- 1995年産
  - ブリリアントロード（新潟大賞典、新潟記念）
  - ナリタルナパーク（中山牝馬ステークス）
  - ビワタケヒデ（ラジオたんぱ賞）
- 1997年産
  - エリモブライアン（ステイヤーズステークス）
  - トーホウシデン（中山金杯）
  - マイネルブライアン（グランシャリオカップ、シリウスステークス、群馬記念）
- 1998年産
  - ビッグゴールド（中山金杯）
- 1999年産
  - アンドゥオール（東海ステークス、マーチステークス）
  - ボールドブライアン（東京新聞杯）
  - エリモマキシム（新潟ジャンプステークス）
- 2000年産
  - マイネヌーヴェル（フラワーカップ）
  - ラントゥザフリーズ（共同通信杯）
- 2001年産
  - トーセンブライト（サラブレッドチャレンジカップ、黒船賞、兵庫ゴールドトロフィー〈2009年・2010年〉）
  - マイネソーサリス（愛知杯）
  - サヨウナラ（エンプレス杯）
  - アルドラゴン（名古屋大賞典）
- 2002年産
  - ニシノナースコール（エンプレス杯）
  - ワイルドワンダー（アンタレスステークス、プロキオンステークス、根岸ステークス）
  - ビッグプラネット（アーリントンカップ、京都金杯）
  - タガノゲルニカ（平安ステークス）
  - モエレアドミラル（北海道2歳優駿）
- 2003年産
  - タガノバスティーユ（ファルコンステークス）
  - ナイキアースワーク（ユニコーンステークス）
- 2004年産
  - マコトスパルビエロ（日本テレビ盃、名古屋グランプリ、マーキュリーカップ、マーチステークス）
  - ドラゴンファイヤー（シリウスステークス）
  - マイネルアワグラス（シリウスステークス）
- 2005年産
  - マイネルチャールズ（弥生賞、京成杯）
- 2006年産
  - エーシンビートロン（サマーチャンピオン）
- 2007年産
  - バーディバーディ（兵庫チャンピオンシップ、ユニコーンステークス）
- 2008年産
  - レーザーバレット（テレ玉杯オーバルスプリント〈2015年・2016年〉、兵庫ゴールドトロフィー）
- 2010年産
  - カフェブリリアント（阪神牝馬ステークス）
- 2013年産
  - ダンツプリウス（ニュージーランドトロフィー）

#### 地方重賞優勝馬
- 1991年産
  - カルラネイチャー（しもつけ弥生賞、しもつけさつき賞、とちぎダービー）
  - エチゴマンゲツ（サラブレッドチャンピオン、中津桜花賞、中津大賞典）
- 1992年産
  - ハシノタイユウ（しもつけさつき賞、足利記念）
- 1993年産
  - ジーエムブライアン（いで湯賞、平和賞）
  - ウインテル（いぬ鷲賞）
- 1994年産
  - ナショナルスパイ（埼玉新聞栄冠賞）
- 2000年産
  - ビッグドン（百万石賞〈2006年・2007年〉、北国王冠、白山大賞典、イヌワシ賞、金沢スプリングカップ）
  - エランセ（肥後の国グランプリ）
- 2003年産
  - コパノカチドキ（ステイヤーズカップ、瑞穂賞、道営記念）
- 2006年産
  - マイネルプロートス（岩鷲賞）
- 2007年産
  - マイネヴィント（北上川大賞典）
- 2010年産
  - コミュニティ（ニューイヤーカップ、青藍賞、絆カップ、桐花賞、あすなろ賞〈2015年・2016年〉、みちのく大賞典）
- 2011年産
  - コウエイテンペスタ（カンナ賞）

### 母父としての産駒
太字はGI級競走、*は地方競馬独自格付けの重賞を示す

#### GI級競走優勝馬
- 1997年産
  - ティコティコタック：父サッカーボーイ（秋華賞）
- 2000年産
  - ブルーコンコルド：父フサイチコンコルド（京王杯2歳ステークス、プロキオンステークス、シリウスステークス、JBCスプリント、黒船賞、マイルチャンピオンシップ南部杯3勝、JBCマイル、東京大賞典、かしわ記念）
- 2005年産
  - エスポワールシチー：父ゴールドアリュール（マーチステークス、かしわ記念3勝、マイルチャンピオンシップ南部杯3勝、ジャパンカップダート、フェブラリーステークス、名古屋大賞典、みやこステークス、JBCスプリント）
    - 2009年度最優秀ダートホース・ダートグレード競走特別賞
    - 2010年度最優秀ダートホース
    - 2012年度ダートグレード競走特別賞
- 2006年産
  - スリーロールス：父ダンスインザダーク（菊花賞）
- 2007年産
  - ビートブラック：父ミスキャスト（天皇賞（春））
- 2009年産
  - ハタノヴァンクール：父キングカメハメハ（ジャパンダートダービー、川崎記念、ブリーダーズゴールドカップ）
- 2013年産
  - ディーマジェスティ：父ディープインパクト（共同通信杯、皐月賞、セントライト記念）
- 2014年産
  - ヒガシウィルウィン：父サウスヴィグラス（ジャパンダートダービー）
- 2015年産
  - タイムフライヤー：父ハーツクライ（ホープフルステークス、エルムステークス）
- 2016年産
  - ミューチャリー：父パイロ（*鎌倉記念、*羽田盃、*マイルグランプリ、*大井記念、JBCクラシック）
  - ナランフレグ：父ゴールドアリュール（高松宮記念）
- 2018年産
  - マイネルグロン：父ゴールドシップ（東京ハイジャンプ、中山大障害）
    - 2023年度最優秀障害馬
- 2020年産
  - ミックファイア：父シニスターミニスター（*羽田盃、*東京ダービー、ジャパンダートダービー、*ダービーグランプリ）[5]

#### グレード制重賞優勝馬
- 1998年産
  - サンライズペガサス：父サンデーサイレンス（産経大阪杯、毎日王冠）
- 2002年産
  - ヴァンクルタテヤマ：父フォーティナイナー（プロキオンステークス、サマーチャンピオン、北海道スプリントカップ）
- 2004年産
  - テイエムアンコール：父オペラハウス（産経大阪杯）
- 2005年産
  - トーホウドルチェ：父サウスヴィグラス（マリーンカップ）
- 2007年産
  - グランドシチー：父キングカメハメハ（マーチステークス）
  - スティールパス：父ネオユニヴァース（スパーキングレディーカップ）
- 2008年産
  - トレンドハンター：父マンハッタンカフェ（フラワーカップ）
  - スギノエンデバー：父サクラバクシンオー（北九州記念）
- 2010年産
  - メイケイペガスター：父フジキセキ（共同通信杯）
  - サクラプレジール：父サクラプレジデント（フラワーカップ）
  - マコトブリジャール：父ストーミングホーム（福島牝馬ステークス、クイーンステークス）
- 2011年産
  - マジックタイム：父ハーツクライ（ダービー卿チャレンジトロフィー、ターコイズステークス）
  - Supido：父Sebring（Monash Stakes<豪G3>）
- 2012年産
  - クロスクリーガー：父アドマイヤオーラ（レパードステークス、兵庫チャンピオンシップ）
  - モンドインテロ：ディープインパクト（ステイヤーズステークス）
- 2013年産
  - ゼーヴィント：父ディープインパクト（ラジオNIKKEI賞、七夕賞）
- 2014年産
  - セダブリランテス：父ディープブリランテ（ラジオNIKKEI賞、中山金杯）
  - クリンチャー：父ディープスカイ（京都記念）
- 2018年産
  - マテンロウレオ：父ハーツクライ（きさらぎ賞）
- 2019年産
  - サンライズホーク：父リオンディーズ（サマーチャンピオン、兵庫ゴールドトロフィー、かきつばた記念）[6]
- 2020年産
  - エルトンバローズ：父ディープブリランテ（ラジオNIKKEI賞、毎日王冠）[7]
  - ブライアンセンス：父ホッコータルマエ（マーチステークス）

#### 地方重賞優勝馬
- 2003年産
  - アヤパン：父ブラックホーク（フロイラインカップ、王冠賞）
  - カモンネイチャ：父タヤスツヨシ（尾張名古屋杯、名港盃、くろゆり賞）
- 2005年産
  - セレン：父マーベラスサンデー（京成盃、勝島王冠、大井記念、東京記念）
- 2006年産
  - サイレントスタメン：父レギュラーメンバー（クラウンカップ、東京ダービー）
  - シルバーカテリーナ：父シルバーチャーム（日高賞）
  - マコトバンクウ：父シルバーチャーム（尾張名古屋杯）
- 2007年産
  - ナンテカ：父スマートボーイ（鎌倉記念、平和賞）
- 2008年産
  - モエレフウウンジ：父ゴールドヘイロー（イノセントカップ、ブリーダーズゴールドジュニアカップ）
  - リリー：父スキャターザゴールド（荒尾ダービー、開聞岳賞）
  - トキノエクセレント：父アッミラーレ（ゴールドカップ）
- 2009年産
  - ミキノウインク：父ワイルドラッシュ（ひまわり賞、フェアリーカップ、ヴィーナススプリント）
  - マイネルハーシェル：父ロージズインメイ（文月賞）
  - サクラレグナム：父サクラプレジデント（建依別賞、大高坂賞〈2019年・2020年〉、黒潮スプリンターズカップ〈2019年・2021年〉、御厨人窟賞）
- 2010年産
  - ヴェリイブライト：父メジロベイリー（すずらん賞、くろゆり賞）
- 2011年産
  - ワンダフルタイム：父サウスヴィグラス（尾張名古屋杯、新春盃）
  - サウスウインド：父マイネルセレクト（はがくれ大賞典、オータムカップ、姫山菊花賞、兵庫大賞典、園田金盃）
  - ジャズコンボ：父トワイニング（佐賀弥生賞、錦江湾賞）
  - タガノゴールド：父ゴールドアリュール（姫山菊花賞、六甲盃〈2019年・2019年〉、イヌワシ賞、北国王冠、園田金盃、白鷺賞、兵庫大賞典）
- 2013年産
  - シュエット：父ブラックタイド（菊水賞）
  - ディーズプリモ：父シニスターミニスター（東京湾カップ）
  - スギノグローアップ：父マンハッタンカフェ（北國王冠）
- 2014年産
  - ハタノオヌール：父サウスヴィグラス（リリーカップ）
  - キャプテンキング：父ファスリエフ（羽田盃、ゴールドカップ、フジノウェーブ記念〈2019年・2021年〉、ブリリアントカップ、川崎マイラーズ）
  - サノサマー：父サマーバード（利家盃）
  - ブラックロード：父シンボリクリスエス（サファイア賞、オパールカップ）
- 2015年産
  - ゴールドパテック：父ゴールドアリュール（ローレル賞）
  - ヴァリヤンツリ：父スズカマンボ（黒潮ジュニアチャンピオンシップ、黒潮皐月賞）
  - クロスケ：父キャプテントゥーレ（黒潮盃）
  - フィアットルクス：父ゴールドアリュール（ブリリアントカップ）
- 2017年産
  - レイチェルウーズ：父ヘニーヒューズ（東京2歳優駿牝馬、ユングフラウ賞）
  - ハクサンアマゾネス：父シルポート（ノトキリシマ賞、石川ダービー、加賀友禅賞、お松の方賞〈2020年・2022年〉、中日杯〈2020年・2021年・2023年〉、JBCイヤー記念、北國王冠、利家盃〈2021年 - 2023年〉、百万石賞〈2021年・2022年〉、金沢競馬移転50周年記念、兵庫サマークイーン賞、兵庫クイーンカップ）[8]
- 2018年産
  - エンテレケイア：父アジアエクスプレス（習志野きらっとスプリント、アフター5スター賞、船橋記念、川崎スパーキングスプリント）
  - サヴァ：父アイルハヴアナザー（白銀争覇）
- 2020年産
  - ミニアチュール：父ラブリーデイ（金杯、あやめ賞、スプリングカップ、ダイヤモンドカップ、東北優駿、ひまわり賞、OROオータムティアラ、ビューチフルドリーマーカップ、ヴィーナススプリント、すずらん賞、フェアリーカップ）[9]
  - ダイヤモンドライン：父レインボーライン（サラブレッド大賞典）[10]
- 2021年産
  - マミエミモモタロー：父ニシケンモノノフ（兵庫ジュベナイルカップ、兵庫若駒賞、ネクストスター園田）[11]
  - ラジカルバローズ：父イスラボニータ（東海菊花賞）
- 2022年産
  - ブリスタイム：父コパノリッキー（ネクストスター笠松）

## 血統表
| ブライアンズタイムの血統  | ブライアンズタイムの血統                                         | ブライアンズタイムの血統                                         | （血統表の出典）                                                 | （血統表の出典） |
| 父系                      | ロベルト系                                                       | ロベルト系                                                       | ロベルト系                                                       | [ § 2 ]          |
| 父 Roberto 1969 鹿毛      | 父の父Hail to Reason 1958 黒鹿毛                                 | Turn-to                                                          | Royal Charger                                                    | Royal Charger    |
| 父 Roberto 1969 鹿毛      | 父の父Hail to Reason 1958 黒鹿毛                                 | Turn-to                                                          | Source Sucree                                                    |                  |
| 父 Roberto 1969 鹿毛      | 父の父Hail to Reason 1958 黒鹿毛                                 | Nothirdchance                                                    | Blue Swords                                                      | Blue Swords      |
| 父 Roberto 1969 鹿毛      | 父の父Hail to Reason 1958 黒鹿毛                                 | Nothirdchance                                                    | Galla Colors                                                     |                  |
| 父 Roberto 1969 鹿毛      | 父の母Bramalea 1959 黒鹿毛                                       | Nashua                                                           | Nasrullah                                                        | Nasrullah        |
| 父 Roberto 1969 鹿毛      | 父の母Bramalea 1959 黒鹿毛                                       | Nashua                                                           | Segula                                                           |                  |
| 父 Roberto 1969 鹿毛      | 父の母Bramalea 1959 黒鹿毛                                       | Rarelea                                                          | Bull Lea                                                         | Bull Lea         |
| 父 Roberto 1969 鹿毛      | 父の母Bramalea 1959 黒鹿毛                                       | Rarelea                                                          | Bleebok                                                          |                  |
| 母 Kelley's Day 1977 鹿毛 | 母の父Graustark 1963 栗毛                                        | Ribot                                                            | Tenerani                                                         | Tenerani         |
| 母 Kelley's Day 1977 鹿毛 | 母の父Graustark 1963 栗毛                                        | Ribot                                                            | Romanella                                                        |                  |
| 母 Kelley's Day 1977 鹿毛 | 母の父Graustark 1963 栗毛                                        | Flower Bowl                                                      | Alibhai                                                          | Alibhai          |
| 母 Kelley's Day 1977 鹿毛 | 母の父Graustark 1963 栗毛                                        | Flower Bowl                                                      | Flower Bed                                                       |                  |
| 母 Kelley's Day 1977 鹿毛 | 母の母Golden Trail 1958 黒鹿毛                                   | Hasty Road                                                       | Roman                                                            | Roman            |
| 母 Kelley's Day 1977 鹿毛 | 母の母Golden Trail 1958 黒鹿毛                                   | Hasty Road                                                       | Traffic Court                                                    |                  |
| 母 Kelley's Day 1977 鹿毛 | 母の母Golden Trail 1958 黒鹿毛                                   | Sunny Vale                                                       | Eight Thirty                                                     | Eight Thirty     |
| 母 Kelley's Day 1977 鹿毛 | 母の母Golden Trail 1958 黒鹿毛                                   | Sunny Vale                                                       | Sun Mixa                                                         |                  |
| 母系(F-No.)               | Golden Trail系(FN:4-r)                                           | Golden Trail系(FN:4-r)                                           | Golden Trail系(FN:4-r)                                           | [ § 3 ]          |
| 5代内の近親交配           | Sir Gallahad III5x5、Nearco5･5（父内）、Blue Larkspur5･5（父内） | Sir Gallahad III5x5、Nearco5･5（父内）、Blue Larkspur5･5（父内） | Sir Gallahad III5x5、Nearco5･5（父内）、Blue Larkspur5･5（父内） | [ § 4 ]          |
| 出典                      | 1. 2. 3. 4.                                                      | 1. 2. 3. 4.                                                      | 1. 2. 3. 4.                                                      | 1. 2. 3. 4.      |

- 全姉コートネイズデイの孫にクリールパッション（2010年エルムステークス）がいる。
- 母の半姉On the Trailの子孫にエアシャカール・エアメサイア・ベラジオオペラらアイドリームドアドリームの一族がいる。